# Bixbyit
Bixbyit – rzadki minerał należący do tlenków.
Został odkryty w 1897 roku przez Maynarda Bixby'ego, handlarza minerałami z Salt Lake City w stanie Utah, który odkrył również inny minerał o bardzo podobnej nazwie - biksbit.

## Właściwości
Krystalizuje w układzie regularnym. Wykształca kryształy sześcienne, często ze ściętymi narożami. Występuje w skupieniach zbitych i drobnoziarnistych. Posiada czarną rysę oraz metaliczny połysk. Jest minerałem kruchym oraz nieprzezroczystym. 

## Występowanie
Występuje w zmetamorfizowanych skałach bogatych w mangan oraz w wulkanitach, przede wszystkim w pierścieniach pogazowych. Spotykany również w kawernach ryolitów. Towarzyszą mu topaz, pseudobrookit, hematyt, kwarc, kalcyt, beryl, fluoryt, biksbit, spessartyn, manganit, braunit, hausmanit i hollandyt.

## Miejsce występowania
Jest minerałem rzadkim. Najlepszej jakości i największe okazy pochodzą z Utah, Nowego Meksyku oraz Meksyku. Na terenie Stanów Zjednoczonych spotykany również w Arizonie, Teksasie, Nevadzie i Arkansas. Występuje ponadto w Hiszpanii, Niemczech, Szwecji, Rosji, Chinach, Austrii, we Francji, RPA, Indiach i Argentynie. 

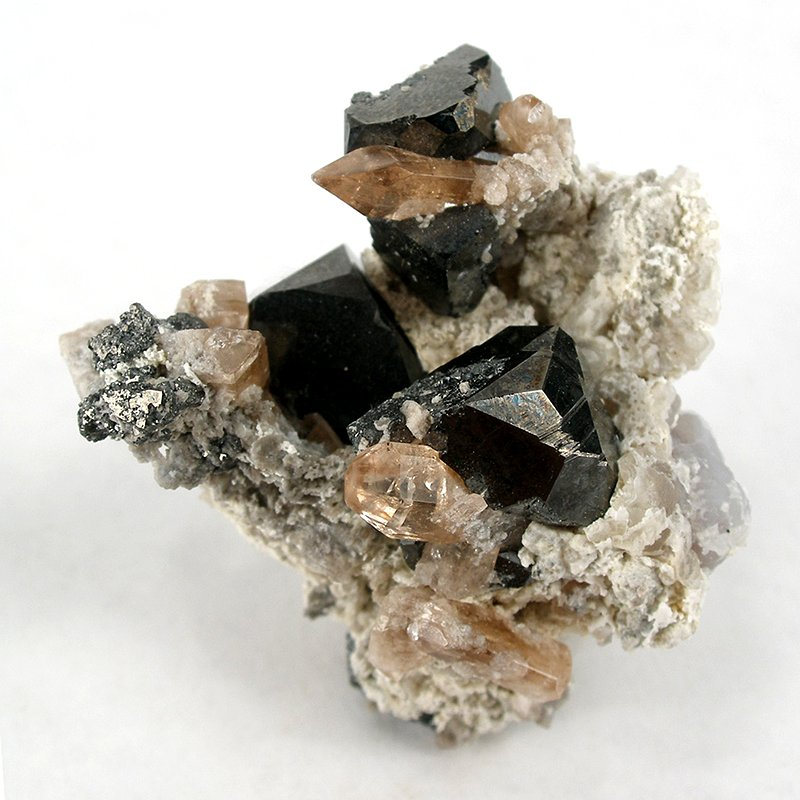
w towarzystwie topazu z Thomas Range w Utah